# SLI
SLI (ang. Scan Line Interleave bądź Scalable Link Interface) – technologia pozwalająca na skorelowanie (powiązanie/zestawienie ze sobą) pracy dwóch, trzech lub czterech kart graficznych celem szybszego renderowania obrazu. SLI pozwala również na wyświetlanie obrazu na więcej niż dwóch monitorach.

## Scan Line Interleave
SLI po raz pierwszy zastosowana została przez nieistniejącą już firmę 3dfx w 1998 roku. Dwie karty Voodoo 2 połączone mostkiem pracowały w trybie przeplatania linii obrazu. Pierwsza karta generowała obraz składający się tylko z linii nieparzystych, druga zaś – z linii parzystych. Tak wygenerowane półobrazy łączone były w jedną klatkę. Metoda została nazwana skrótem "SLI" – od "Scan-Line Interleave" – przeplot linii skanujących.
W grudniu 2000 r. Nvidia wykupiła 3dfx włączając patenty oraz własność intelektualną.

## Scalable Link Interface

### 2-Way SLI
Technologia SLI wróciła w 2004 roku jako Scalable Link Interface. Dwie karty graficzne NVIDIA GeForce włożone w złącza PCI-Express 16x lub 8x wspólnie generują obraz. Obraz dzielony jest na dwie części, górną i dolną. Za rendering górnej połowy odpowiada pierwsza karta, dolnej – karta druga. Obie części obrazu nie są jednak sobie równe. Na początku obraz dzielony jest na dwie połowy. Następnie przeprowadzana jest analiza każdej z nich. Jeśli górna wymaga mniej obliczeń niż dolna, linia podziału przesuwana jest ku dołowi, analogicznie jeżeli dolna połowa wymaga mniej obliczeń linia podziału przesuwa się w górę tak, by wyrównać poziom obliczeń.
Technologię tę wspierają tylko karty serii 6xxx, 7xxx, 8xxx, 9xxx, 2xx oraz 4xx 5xx a dzięki nowym sterownikom można używać kart bez mostka SLI, co jednak zmniejsza wydajność. W tej chwili oficjalnie technologie SLI wspierają tylko płyty główne z chipsetem NVIDII i na chipie Intel X58, P55 i H57 pod procesory Intel Core i3, i5 i i7. Chipsety posiadające obsługę SLi:
- nForce4 SLi,
- nForce 4 SLi x16,
- nForce 570,
- nForce 590,
- nForce 650,
- nForce 680,
- nForce 750,
- nForce 780i,
- nForce 790i,
- Intel P55,
- Intel H57,
- Intel X58 w wersjach dla platformy AMD i Intel.
- Intel X99
- Intel X299
- Intel Z170
- Intel Z270
- Intel Z370
- Intel Z590
- Intel Z690
- Intel Z790

Modyfikując sterowniki można uruchomić SLi także na Intel i965 i 975X, a także na wszystkich innych zawierających gniazda fizycznie PCI-Express x16 (elektronicznie mogą być 8x i 4x). W 2005 r. do grona czipów z SLI dołączył ULI1695 posiadający obsługę SLI PCI-E oraz AGP. Z powodu dużego zapotrzebowania na prąd, zaleca się używanie minimum 700-watowych zasilaczy.

### 3-Way SLI
Firma nVidia, wprowadzając chipsety 780i, 780a i 790i, udostępniła technologię 3-way SLI pozwalającą na łączenie trzech kart graficznych. Z technologii 3-way SLI można korzystać też nieoficjalnie na płytach z nForce 680i. Karty wspierające 3-Way SLI to m.in. 8800 GTX, 9800 GTX/GTX+, GTX 260/260 Core 216, GTX 280 i GTX 285. Powstała też karta Asus 9800 GT, która miała wspierać 3-way SLI.

### 4-Way SLI
W 2009 roku firma EVGA przygotowała płytę główną X58 Classified 4-way SLI (obecnie zamontowanie 4 kart graficznych umożliwia tylko kilka płyt głównych z chipsetem X58), na której można połączyć ze sobą 4 karty graficzne. Firma EVGA wydała specjalną kartę graficzną do tego celu – GTX 285 Classified. Aby je połączyć, potrzebny jest specjalny mostek 4 way SLI. Karta posiada aż 3 wejścia zasilające PCI-E 6 pin. Karty które można łączyć w 4-Way SLI to seria 88xx, 98xx, 2xx, 4xx, 5xx i 9xx

### Quad SLI
W październiku 2005 r. pojawiło się rozwinięcie technologii SLI o nazwie Quad SLI, pozwalające na korzystanie z dwóch kart graficznych posiadających łącznie cztery procesory (po dwa GPU na każdej z kart). Korzystanie z tej technologii umożliwiają Wszystkie układ GeForce posiadające 2 złącza SLI oraz z podwójnym GPU: 7900GX2, 7950GX2, 9800GX2, GTX295.  Technologia ta ma znaczne wady, takie jak duży rozmiar kart posiadających dwa procesory (mieszczą się tylko do dużych obudów), bardzo duży pobór prądu wymuszający w niektórych przypadkach zamontowanie dwóch zasilaczy i duża ilość generowanego ciepła wewnątrz komputera.

### SLI na innych chipsetach niż nForce/Intel X58
27 maja 2010 pojawił się obszerny poradnik dotyczący uruchomienia trybu SLI, na płytach głównych, które wstępnie go nie obsługują.
Poradnik pojawił się na łamach serwisu technologicznego benchmark.pl.